# Antonio Tiberi
Pour les articles homonymes, voir Tiberi.
Antonio Tiberi, né le 24 juin 2001 à Frosinone, est un coureur cycliste italien. Il est notamment devenu champion du monde du contre-la-montre juniors en 2019,.

## Biographie
En 2018, lors de sa première année en tant que junior (moins de 19 ans), Antonio Tiberi se distingue en terminant deuxième du championnat d'Italie du contre-la-montre juniors, puis en décrochant la médaille de bronze du contre-la-montre aux championnats d'Europe 2018. En deuxième année junior, il remporte deux étapes de la Course de la Paix juniors et obtient de nombreuses places d'honneur. Aux mondiaux sur route 2019, dans le Yorkshire, il est sacré champion du monde du contre-la-montre juniors, malgré un incident (pédalier cassé) qui lui a fait perdre une trentaine de secondes. Quelques jours plus tard, il est annoncé qu'il rejoindra l'équipe World Tour Trek-Segafredo à partir de la saison 2021, tout comme le champion du monde sur route juniors Quinn Simmons.
Après avoir rejoint la catégorie des espoirs (moins de 23 ans), Tiberi signe au sein de l'équipe continentale italienne Colpack-Ballan en 2020. Il gagne notamment le Trophée de la ville de San Vendemiano. À la fin de la saison 2020, il a l'occasion de rouler en tant que stagiaire pour l'UCI WorldTeam Trek-Segafredo. 
En 2021, il passe professionnel au sein de l'équipe Trek-Segafredo à l'âge de 19 ans,. Pour sa première course de la saison, lors du Tour des Émirats arabes unis, il chute de manière spectaculaire sur la dernière ligne droite du contre-la-montre individuel après avoir perdu le contrôle de son vélo sans raison apparente et n'est pas au départ de l'étape le lendemain. En mai, il s'illustre sur le Tour de Hongrie, où il se classe troisième du général, après avoir pris la même place sur l'étape de montagne. En 2022, il est notamment cinquième de la Semaine internationale Coppi et Bartali, puis décroche sa première victoire professionnelle lors de l'étape reine du Tour de Hongrie.
En 2023, il est condamné à Saint-Marin à une amende de 4 000 € pour avoir abattu un chat domestique à la carabine l'année précédente. En conséquence, son équipe le suspend de salaire pour une durée de 20 jours. Le 28 avril, la Trek-Segafredo annonce que Tiberi quitte l'équipe d'un consentement mutuel. Début juin, il rejoint la Bahrain Victorious pour une durée de 4 saisons.
Il commence sa saison 2024 sur Tirreno-Adriatico qu’il termine à la 27e place à plus de 8 minutes du vainqueur. Il participe ensuite au Tour de Catalogne et au Tour des Alpes où il se classe respectivement 8eet 3e. En mai, il prend le départ du Tour d'Italie. Il remporte le maillot du meilleur jeune et finit à la 5e place du classement général de cette course. Il participe par la suite au Tour d'Espagne où il est contraint à l’abandon sur la 9e étape alors qu’il est 4e du classement général. Remis de sa blessure, il remporte le Tour de Luxembourg au mois de septembre.

## Palmarès

### Palmarès amateur
- 2018
  - Cronometro di Città di Castello juniors
  - 3e étape des Tre Giorni Orobica
  - 2e du Trophée de la ville de Loano
  - 2e du championnat d'Italie du contre-la-montre juniors
  - 3e des Tre Giorni Orobica
  -  Médaillé de bronze du championnat d'Europe du contre-la-montre juniors
  - 9e du championnat du monde sur route juniors
- 2019
  -  Champion du monde du contre-la-montre juniors
  - 2ea (contre-la-montre) et 3e étapes de la Course de la Paix juniors
  - Trofeo Guido Dorigo
  - Trofeo San Rocco
  - 3e du championnat d'Italie du contre-la-montre juniors
  - 3e de la Coppa Pietro Linari
  - 6e du championnat d'Europe du contre-la-montre juniors
- 2020
  - Chrono d'Imola[11]
  - Gran Premio Chianti Colline d'Elsa
  - Trophée de la ville de San Vendemiano
  - 2e du championnat d'Italie du contre-la-montre par équipes espoirs
  - 3e du championnat d'Italie du contre-la-montre espoirs

### Palmarès professionnel
- 2021
  - 3e du Tour de Hongrie
- 2022
  - 5e étape du Tour de Hongrie
- 2023
  - 7e du Tour des Émirats arabes unis
  - 8e du Tour Down Under
- 2024
  - Classement général du Tour de Luxembourg
  - 3e du Tour d'Andalousie
  - 3e du Tour des Alpes
  - 5e du Tour d'Italie
  - 8e du Tour de Catalogne
- 2025
  - 2e du Tour de Pologne
  - 3e de Tirreno-Adriatico

## Résultats sur les grands tours

### Tour d'Italie
2 participations
- 2024 : 5e,  vainqueur du classement du meilleur jeune
- 2025 : 17e

### Tour d'Espagne
3 participations
- 2022 : 92e
- 2023 : 18e
- 2024 : abandon (9e étape)

## Classements mondiaux
| Année                                 | 2020 | 2021 | 2022 | 2023 | 2024 |
| ------------------------------------- | ---- | ---- | ---- | ---- | ---- |
| Classement mondial                    | 753e | 586e | 484e | 188e | 38e  |
| UCI Europe Tour                       | 604e | 471e | 385e | nc   | 29e  |
|                                       |      |      |      |      |      |
| Légende : nc = non classéSource : UCI |      |      |      |      |      |

## Distinctions
- Mémorial Gastone Nencini : 2022